# Concerto triplo
Un concerto triplo o triplo concerto è un concerto per tre strumenti solisti, solitamente un trio con pianoforte e orchestra.
- Concerto triplo per pianoforte, violino, violoncello e orchestra, Op. 56 di Ludwig van Beethoven
- Concerto per flauto, violino e clavicembalo in La minore BWV 1044, noto anche come Concerto triplo, di Johann Sebastian Bach